# Micene
En la mitología griega Micene o Micena (en griego antiguo Μυκήνη) era una hija del dios fluvial Ínaco y esposa de Aréstor. Un escoliasta de la Odisea aclara que su madre era la oceánide Melia y que Aréstor fue padre de Argos Panoptes; de acuerdo al Ciclo épico tanto Aréstor como Micene fueron ambos padres de Argos Panoptes. En la Odisea se nos compara a Penélope con varias de las mujeres célebres en la mitología, entre las que se cita a «Alcmena, Tiro o Micene la bien coronada». Los lacedemonios afirman que de ella, y no de Miceneo, proviene el nombre de la ciudad de Micenas. Pausanias dice que la ciudad también pudo llevar su nombre por Perseo, pues la contera de la espada se le cayó allí, y consideró esto como un signo para fundar una ciudad; pero mykes significa «hongo» y también «contera de la espada», y de ahí las dos explicaciones de Pausanias para el nombre de la ciudad (mykes, Mykênai).